# Ndapayami
Ndapayami is een bestuurslaag in het regentschap Oost-Soemba van de provincie Oost-Nusa Tenggara, Indonesië. Ndapayami telt 592 inwoners (volkstelling 2010).